# Afet Hasanova
Afet Hasanova est une femme politique azerbaïdjanaise, membre de la VIe législature de l'Assemblée nationale d'Azerbaïdjan.

## Biographie
Afet Hasanova est née le 3 septembre 1960 à Quba. En 1979-1983, elle a fait ses études supérieures à la faculté d'histoire de l'Université d'État des sciences humaines de Russie.
Elle parle anglais et russe.

### Carrière
En 2001-2012, Afat Hasanova a travaillé à l'Université slave de Bakou, en 2012-2015, elle a été directrice adjointe de l'Autorité exécutive du district de Quba pour les questions d'éducation, de santé et de culture, et en 2015-2020 elle était directrice adjointe de l'Autorité de développement régional de Surakhani.
Elle est membre du comité des ressources naturelles, de l'énergie et de l'écologie de l'Assemblée nationale d'Azerbaïdjan, du comité des sciences et de l'éducation et de la commission disciplinaire. Elle est membre de groupes de travail sur les relations avec les parlements de la République tchèque, de l'Espagne, de l'Italie, de la Russie et de l'Arabie saoudite.
Afat Hasanova est membre de la délégation azerbaïdjanaise à l'Assemblée interparlementaire de la Communauté des États indépendants.

### Famille
A. Hasanova est mariée et a deux enfants.